# كاني كيلي
كاني كيلي هي بلدية فرنسية في إقليم مايوت الخارجي في المحيط الهندي.

## أعلام
- تويفيلو موليدا